# Article V de la Constitution des États-Unis
L'Article V de la Constitution des États-Unis décrit comment la constitution peut être modifiée.
La Constitution fut amendée 27 fois par cet article, les dix premiers en un bloc, celui du Bill of Rights. Excepté le XXIe amendement où il est proposé par la convention d'États, tous proviennent des votes du Congrès.

## Texte
« The Congress, whenever two thirds of both Houses shall deem it necessary, shall propose Amendments to this Constitution, or, on the Application of the Legislatures of two thirds of the several States, shall call a Convention for proposing Amendments, which, in either Case, shall be valid to all Intents and Purposes, as part of this Constitution, when ratified by the Legislatures of three fourths of the several States, or by Conventions in three fourths thereof, as the one or the other Mode of Ratification may be proposed by the Congress; Provided that no Amendment which may be made prior to the Year One thousand eight hundred and eight shall in any Manner affect the first and fourth Clauses in the Ninth Section of the first Article; and that no State, without its Consent, shall be deprived of its equal Suffrage in the Senate. »
« Le Congrès, quand les deux tiers des deux Chambres l'estimeront nécessaire, proposera des amendements à la présente Constitution ou, sur la demande des législatures des deux tiers des États, convoquera une convention pour en proposer ; dans l'un et l'autre cas, ces amendements seront valides à tous égards comme faisant partie intégrante de la présente Constitution, lorsqu'ils auront été ratifiés par les législatures des trois quarts des États, ou par des conventions dans les trois quarts d'entre eux, selon que l'un ou l'autre mode de ratification aura été proposé par le Congrès. Sous réserve que nul amendement qui serait adopté avant l'année 1808 ne puisse en aucune façon affecter la première et la quatrième clause de la neuvième section de l'Article premier, et qu'aucun État ne soit, sans son consentement, privé de l'égalité de suffrage au Sénat. »

## Amendements proposés mais non entrés en vigueur

### Adoptés mais jamais ratifiés par les trois quarts des États
- Article Un du premier Bill of Rights (à propos de la chambre des représentants, 1789)
- Amendement sur les titres de noblesse (déchéance de nationalité pour les prétendants à un titre de noblesse étranger, 1810)
- Amendement Corwin (anti-abolitionniste, 1861)
- Amendement sur le travail des enfants (interdisant le travail des enfants, 1924)

### Rejetés par le Congrès
12 000 demandes d'amendements furent proposés par des représentants ou des sénateurs, tout au long de l'histoire du pays. La quasi-totalité n'est pas discuté ou n'obtient pas les voix nécessaires.
- Amendement Blaine
- Amendements en faveur de la ségrégation (1871, 1913, 1928)
- Amendement Bricker

## Histoire
Selon Michael Lind, l'article V a été conçu de façon à empêcher qu'un amendement ne modifie la représentation des petits États au niveau fédéral et notamment au Sénat,. 
Depuis 1808, la Constitution n'a plus de clause supra-constitutionnelle, contrairement à plusieurs Constitutions des États fédérés.
Les juristes déclarent que la Constitution est l'une des plus difficiles à amender au monde, en requérant une majorité qualifiée au Congrès et la ratification par 38 États, bien plus que les neuf sur les treize colonies originelles. Le texte est considéré comme rigide, voir comme inamendable en pratique. Thomas Jefferson avait pourtant suggéré une révision tous les vingt ans lorsqu'il rédigea la Constitution. Les pères fondateurs voulaient un document qui reste le plus intègre possible. Des propositions suggèrent d'amender l'article V et de rendre la révision plus abordable,.